# 迪爾康 (亞利桑那州)
迪爾康（英語：Dilkon）是位於美國亞利桑那州納瓦霍縣的一個人口普查指定地區。根據2010年美國人口普查，該地人口為1184人，而該地的面積約為43.00平方千米。

## 地理
迪爾康的座標為35°21′52″N 110°19′13″W / 35.36444°N 110.32028°W，而該地最高點為海拔高度1794米（即5885英尺）。